# Александер Бернтссон
Александер Бернтссон (швед. Alexander Berntsson, нар. 30 березня 1996, Гальмстад, Швеція) — шведський футболіст, центральний захисник клубу «Гальмстад».

## Ігрова кар'єра
Александер Бернтссон народився у місті Гальмстад і футболом починав займатися у школі місцевого клубу. У серпні 2014 року він дебютував у першій команді «Гальмстада». Але в тому сезоні то була єдина гра футболіста в основі.
З 2016 року Бернтссон забронював за собою місце в основі команди. А в грудні того року він продовжив контракт з клубом ще на три роки. Після цього влітку 2019 року футболіст підписав новий контракт з клубом, який діє до кінця сезону 2022 року. За результатами сезону 2020 року Бернтссон разом з командою виграв турнір Супереттан і новий сезон розпочав в еліті шведського футболу.